# Miči Gotoová
Miči Gotoová (japonsky 後藤 三知, * 27. července 1990 Suzuka) je japonská fotbalistka.

## Reprezentační kariéra
Za japonskou reprezentaci v letech 2008 až 2014 odehrála 7 reprezentačních utkání. Byla členkou japonské reprezentace i na Mistrovství Asie ve fotbale žen 2008 a 2014.

## Statistiky
| Japonsko | Japonsko | Japonsko |
| Roky     | Záp.     | Góly     |
| -------- | -------- | -------- |
| 2008     | 2        | 2        |
| 2009     | 0        | 0        |
| 2010     | 0        | 0        |
| 2011     | 0        | 0        |
| 2012     | 0        | 0        |
| 2013     | 1        | 0        |
| 2014     | 4        | 0        |
| Celkem   | 7        | 2        |

## Úspěchy

### Reprezentační
- Mistrovství Asie:  2014;  2008